# 미카미 켄세이
미카미 겐세이(일본어: 水上剣星, 1984년 4월 2일 ~ )는 일본의 배우이다.

## 출연 작품

### 영화
- 《피치걸》 (2017년)
- 《불능범》 (2018년) 카지마 이사오 역
- 《그 아이의, 포로》 (2018년) 사카이 역